# Rhodostemonodaphne saulensis
Rhodostemonodaphne saulensis är en lagerväxtart som beskrevs av S. Madriñán. Rhodostemonodaphne saulensis ingår i släktet Rhodostemonodaphne och familjen lagerväxter. Inga underarter finns listade i Catalogue of Life.